# Gare de Kryvyï Rih
La 'gare de Kryvyï Rih (en ukrainien : Кривий Ріг (станція)) est une gare ferroviaire ukrainienne située sur le territoire de l'oblast de Dnipropetrovsk.

## Histoire
Gare ouverte en 1884 sous le nom de Tchervone, rouge de la poussière de minerais de fer. Elle était sur la Chemin de fer de Catherine et desservait plusieurs mines des alentours.

## Service des voyageurs

### Desserte
Elle accueille tant les passagers que les marchandises.

### Intermodalité

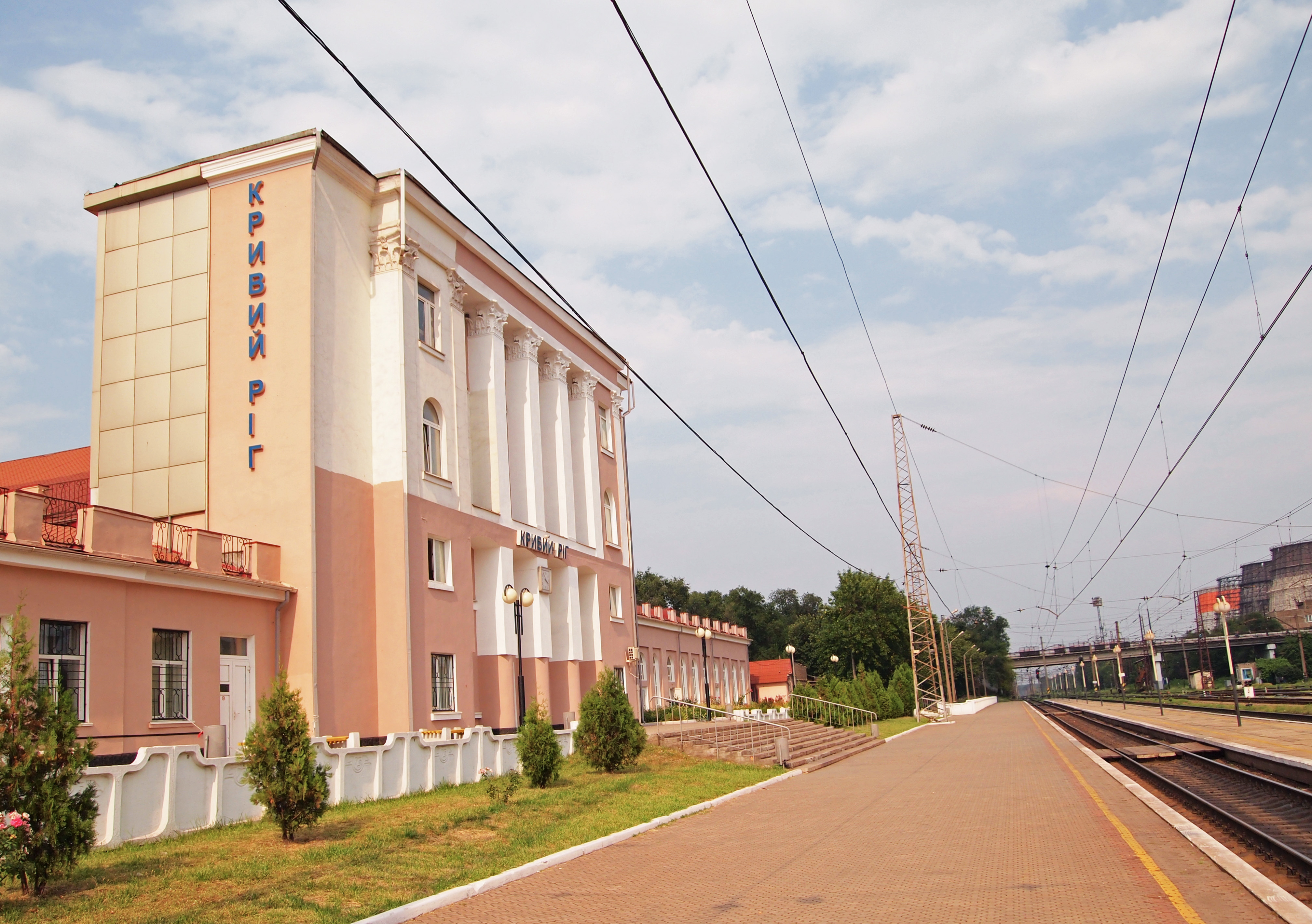
La façade, le quai et la voie.